# Оилей
Оиле́й, Элей (др.-греч. Οἰλεύς или Ὀϊλεύς) — в древнегреческой мифологии — царь Локриды. У Гесиода, Стесихора и Ликофрона его имя пишется Илей.
Сын Леодака и Агрианомы, из города Нарики; либо сын Аполлона и Уреи, или сын Годедока.
Участник похода аргонавтов, во время которого он был ранен в плечо медным пером стимфалийских птиц. Любимец Аполлона, зачал сына в тот день, когда стену вокруг Трои воздвигали Посейдон и Аполлон.
Его жена — Эриопа (она же Алкимаха). Отец Эанта (Аякса Малого) и Медонта, упомянут в «Илиаде».